# Серафимовское нефтяное месторождение
 Серафимовское нефтяное месторождение  открыто в 1949 году. Площадь месторождения 36 тыс. га. Расположено на территории Туймазинского района РБ.
Месторождение введено в разработку в 1949 году. Пробурено 289 скважин. На месторождении выявлено 123 залежи нефти.

## Характеристика месторождения
Запасы Серафимовского месторождения приурочены к залежам песчаников терригенной толщи девона (горизонты Д-I, Д-II, Д-III и Д-IV) и нижнего карбона (бобриковский горизонт), а также в известняках турнейского яруса, заволжского горизонта, фаменского яруса. Залежи сводовые, пластовые.
Нефти маловязкие (2 МПа.с), малосернистые с обводнением 95 %. Газонасыщенность — до 60 м3/т..
Извлечение нефти — более 60 % от запасов.
Эксплуатируется НГДУ «Октябрьскнефть» на заключительной стадии.